# MS39
De MS39 was een type treinstel van de Belgische spoorwegmaatschappij NMBS. De treinstellen maakten deel uit van de klassieke motorstellen waarvan er tussen 1939 en de jaren 70 van de twintigste eeuw ongeveer 500 op het spoor verschenen.